# PSR J2301+5852
PSR J2301+5852 (anciennement 1E 2259+586) est un pulsar X anormal découvert en 1981 par le satellite artificiel HEAO-2.